# Cuthonidae
Famille
Synonymes
- famille Tergipedidae Bergh, 1889 (préféré par BioLib)[2]
- famille Trinchesiidae Nordsieck, 1972[2]
- sous-famille Cuthonellinae M. C. Miller, 1977[2]
- sous-famille Cuthoninae Odhner, 1934[1]
- sous-famille Precuthoninae Odhner, 1968[1]

Les Cuthonidae sont une famille de mollusques gastéropodes de l'ordre des nudibranches.

## Systématique
La famille des Cuthonidae a été créée en 1934 par le malacologiste suédois Nils Hjalmar Odhner (1884–1973).

## Liste des genres
Selon World Register of Marine Species (28 septembre 2021) :
- genre Bohuslania Korshunova, Lundin, Malmberg, Picton & Martynov, 2018 -- 1 espèce
- genre Cuthona Alder & Hancock, 1855 -- 43 espèces